# 天主教楠普拉總教區
天主教楠普拉總教區（拉丁語：Archidioecesis Nampulensis）是莫桑比克一個羅馬天主教教省總教區，下轄三個教區。是該國三個總教區之一。
1941年9月4日設教區，1984年6月4日升為總教區。
總教區位於楠普拉省南部，2004年有教友308,111人（佔轄區總人口11.4%）、三十七個堂區、六十七名司鐸。現任總主教為多美·馬赫韋利哈。